# Pontiac Grand Am
Pontiac Grand Am — среднеразмерный автомобиль, выпускавшийся компанией Pontiac с 1973 по 1975 год и с 1978 по 1980 год в Понтиаке, а с 1985 по 2005 год — в Лансинге.

## История

### 1973—1975
Автомобиль Pontiac Grand Am впервые был представлен осенью 1972 года, когда в США отметили «вторжение» автомобилей Mercedes-Benz, BMW, Toyota и Nissan. Он выпускался на платформе A-Body.
Нефтяной кризис 1973 года вызвал разногласия у покупателей: роскошь или экономия. Поскольку Grand Am была «промежуточной» моделью, спрос был понижен. В 1975 году автомобиль был снят с производства.

#### Продажи
|       | Купе   | Седан  | Продажи за год |
| ----- | ------ | ------ | -------------- |
| 1973  | 34,445 | 8,691  | 43,136         |
| 1974  | 13,961 | 3,122  | 17,083         |
| 1975  | 8,786  | 1,893  | 10,679         |
| Всего | 57,192 | 13,706 | 70,898         |

#### Галерея

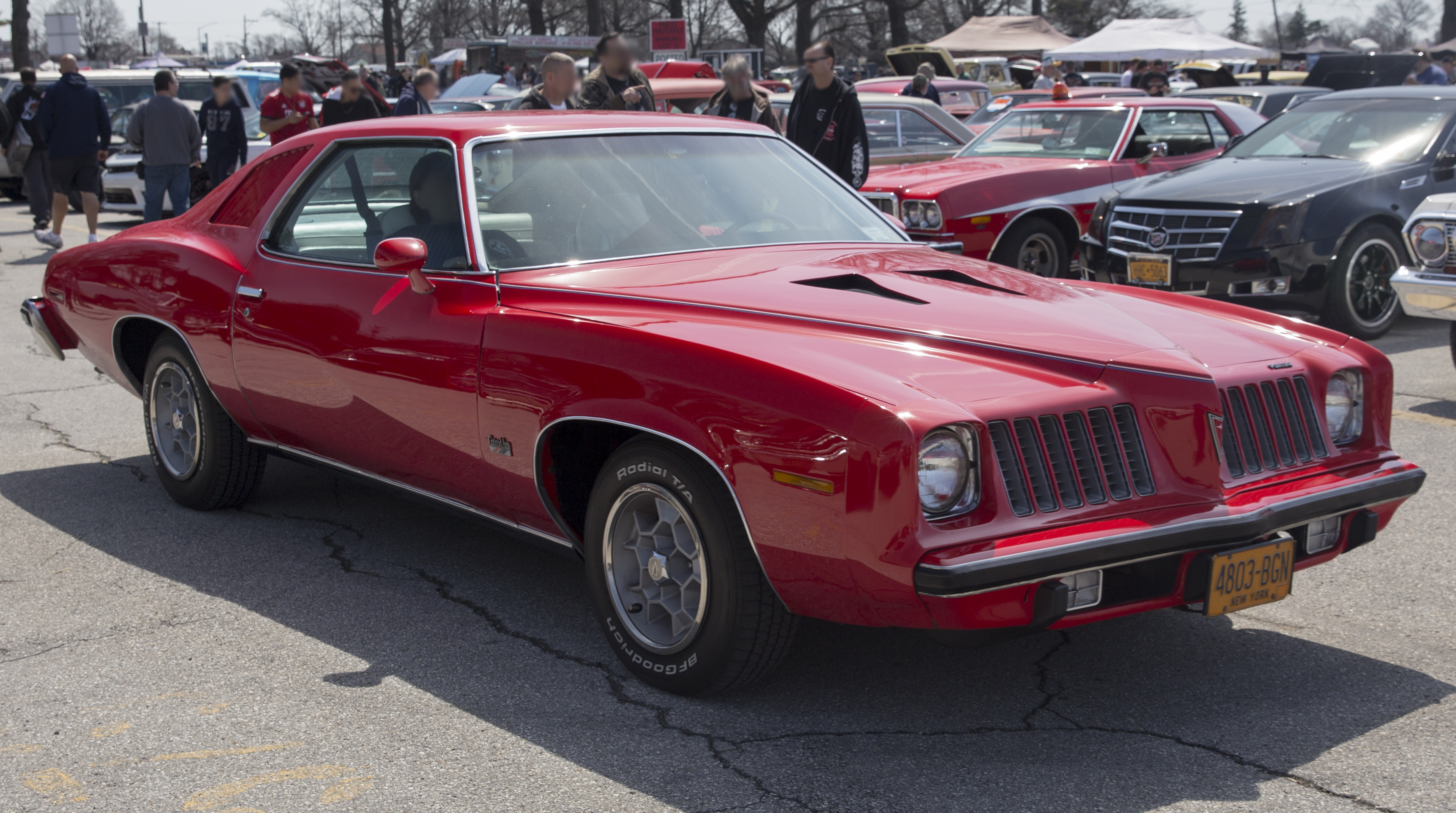
1974 Pontiac Grand Am (Series 2A)
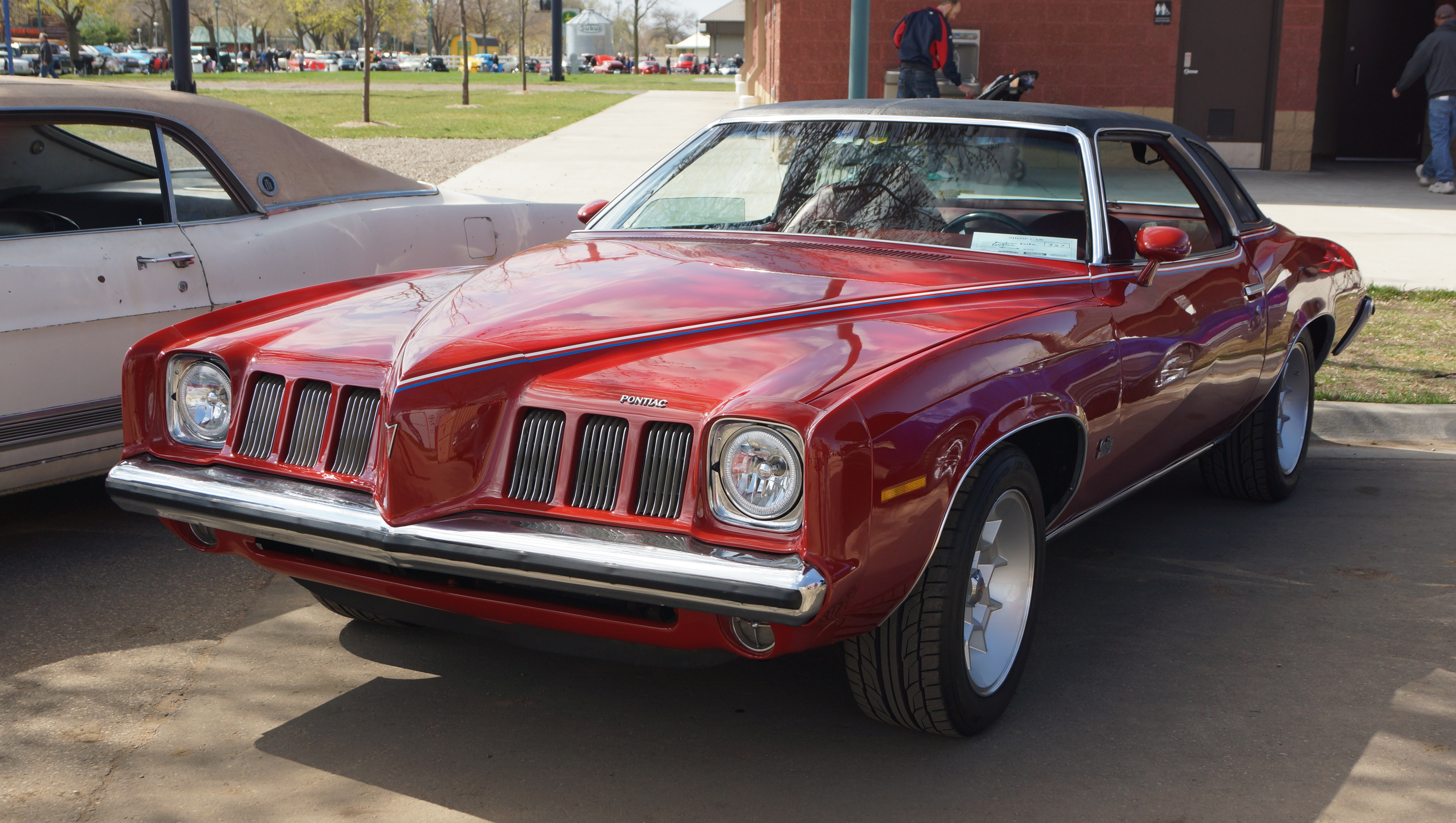
1973 Grand Am
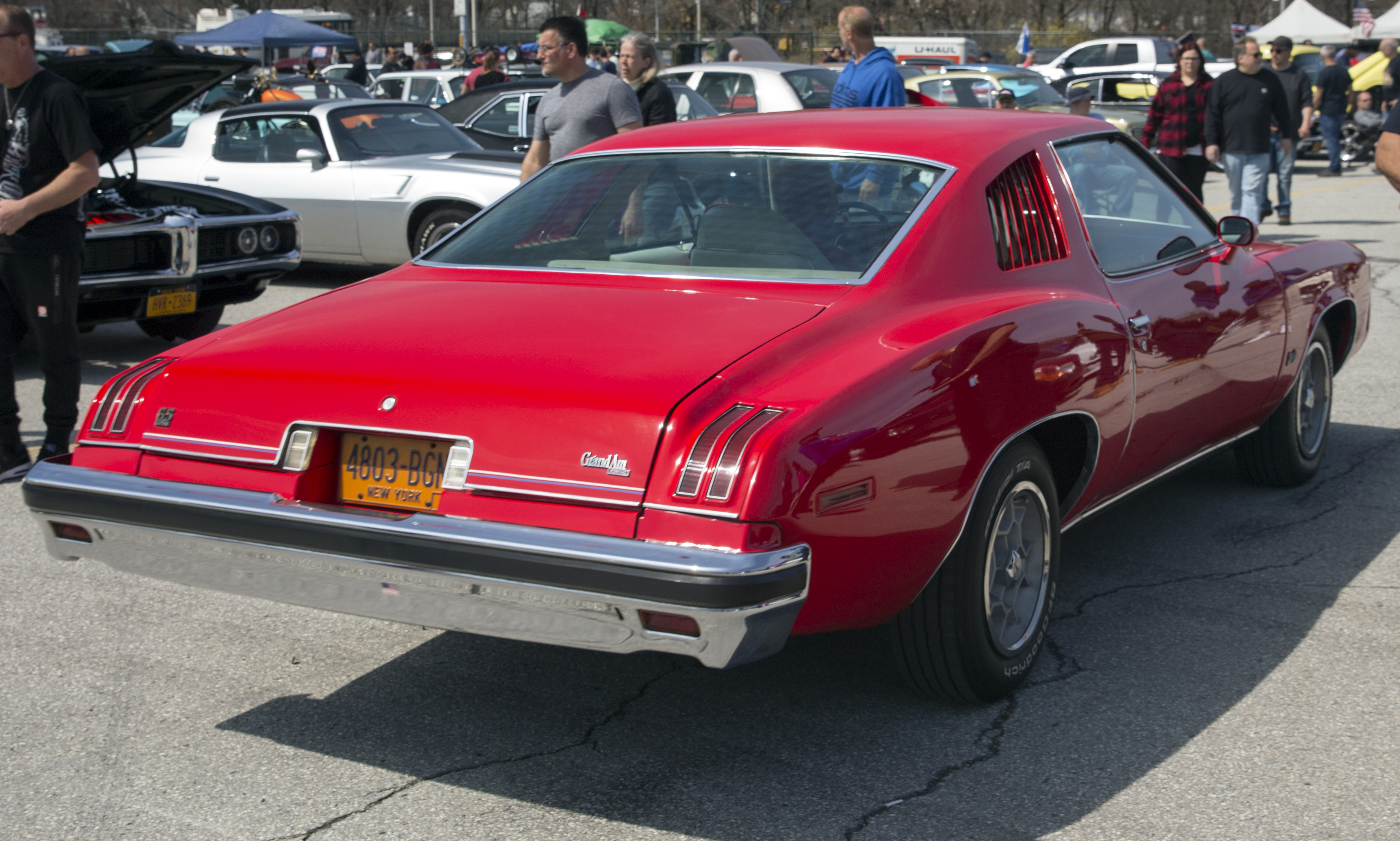
Вид сзади
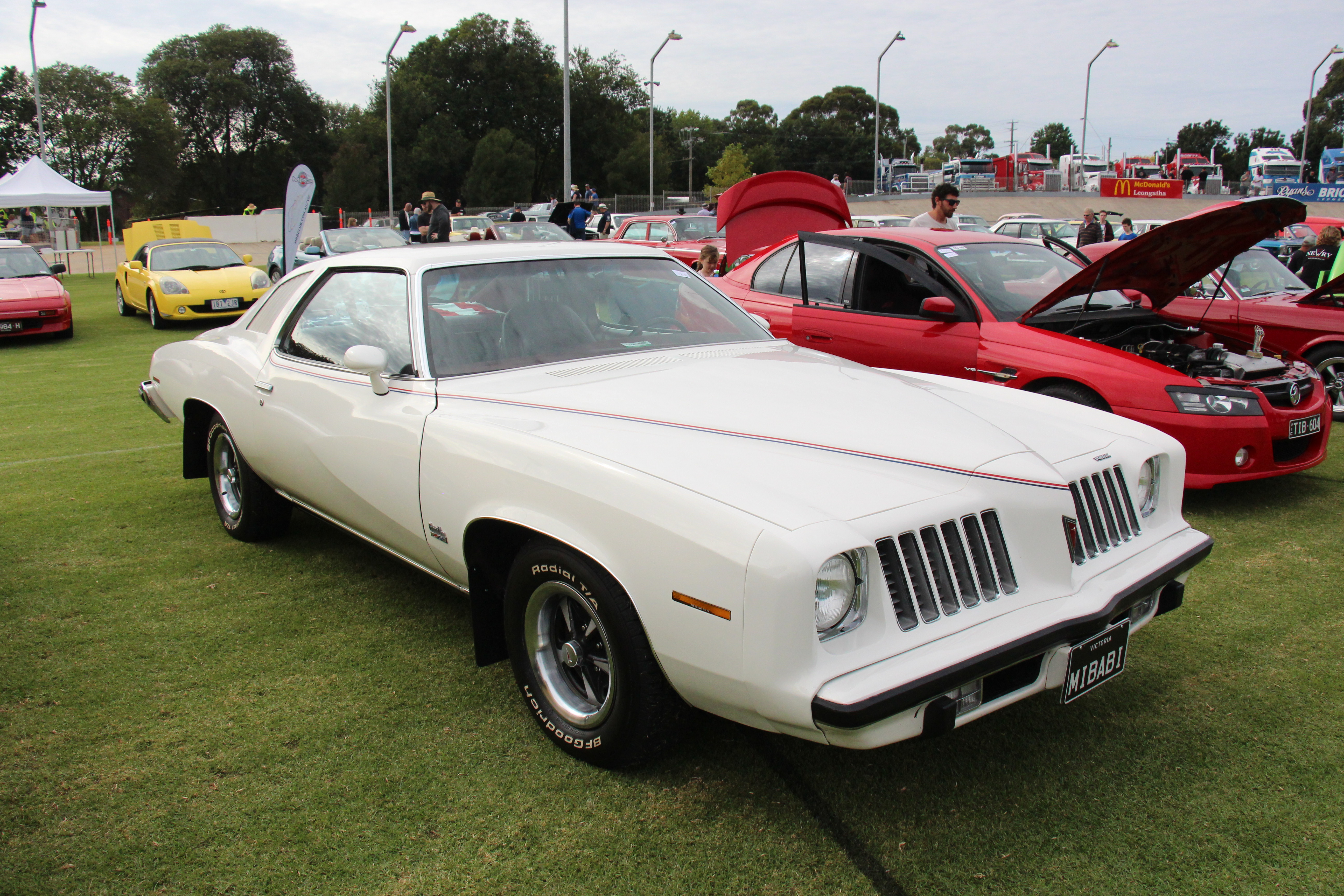
1974 Grand Am

### 1978—1980
В 1978 году индекс Grand Am был присвоен модели Grand Prix. В 1979 году автомобиль претерпел ряд изменений, наиболее заметным из которых стала замена двигателя. В Калифорнии автомобиль продавался с автоматической трансмиссией. В 1980 году автомобиль был снят с производства.

#### Галерея

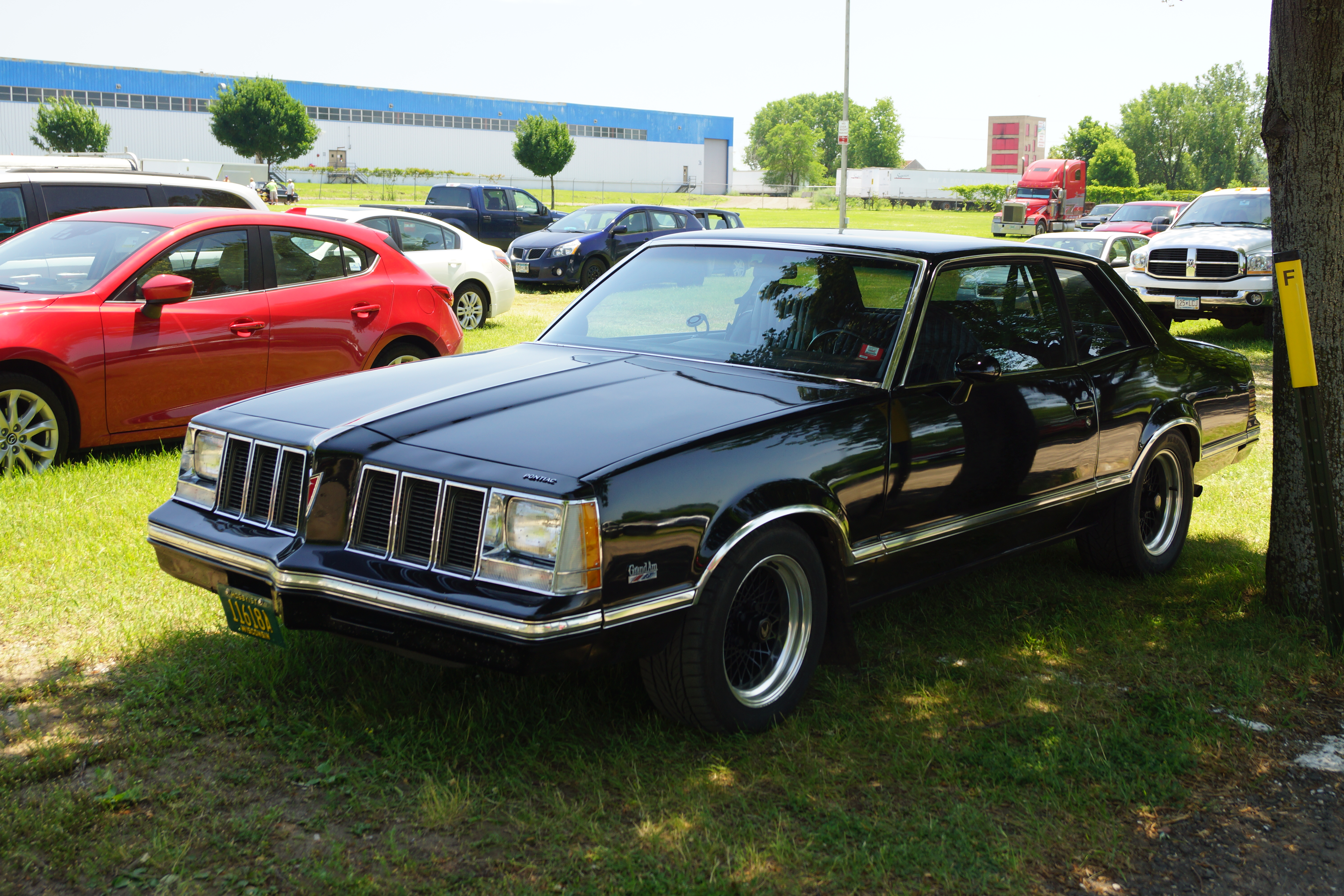
1978 Pontiac Grand Am (Series 2A)
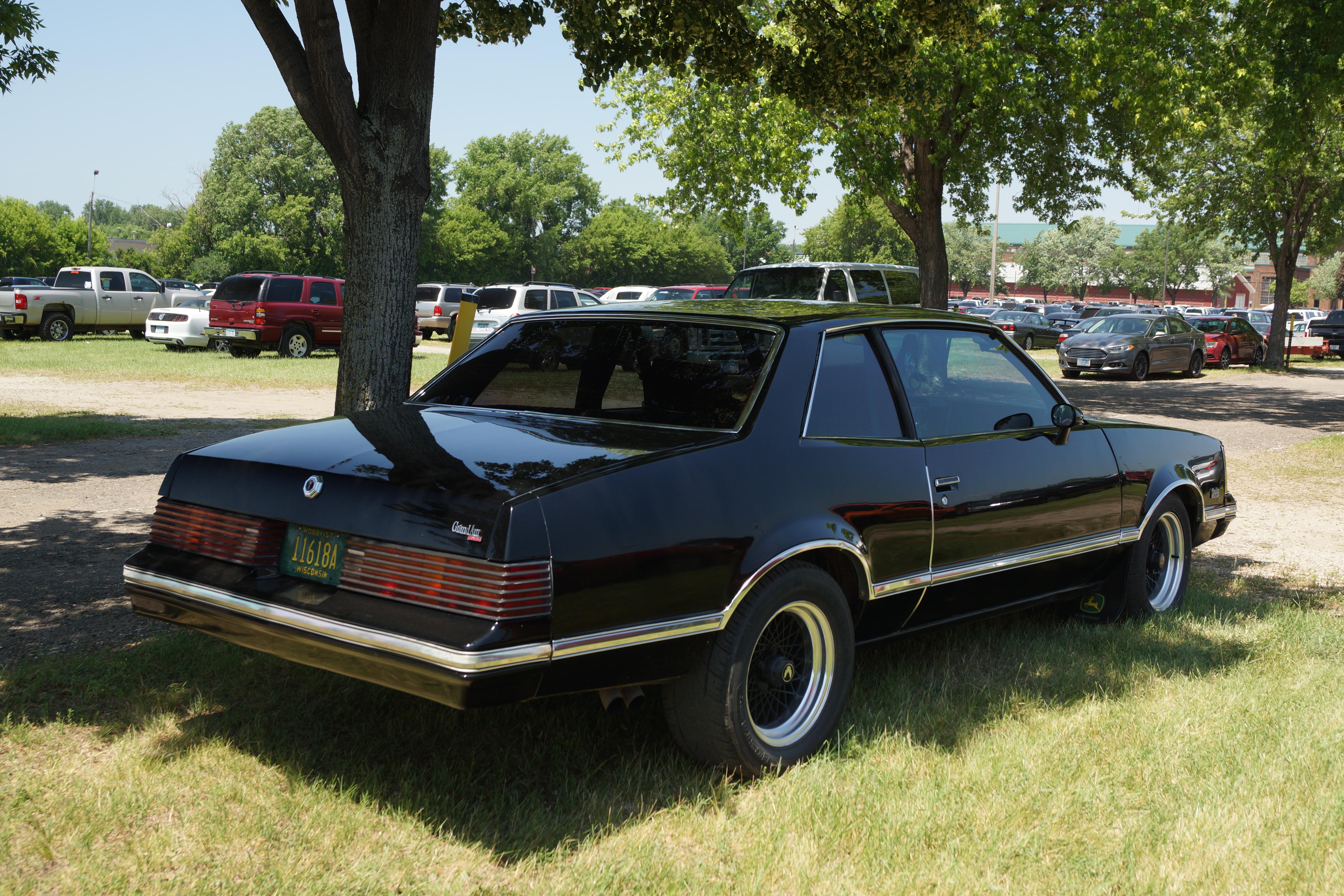
Вид сзади
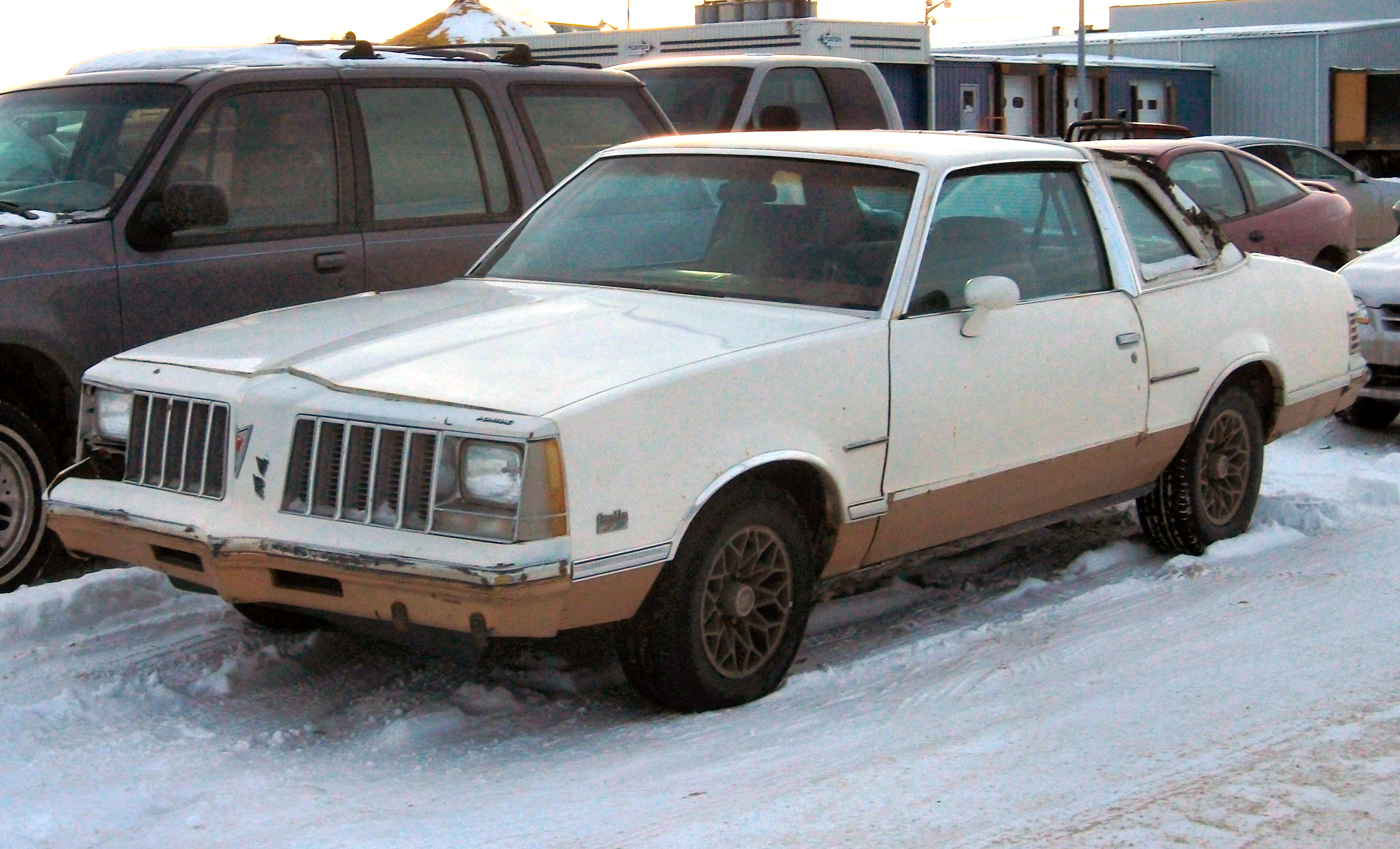
1979 Pontiac Grand Am

### 1985—1991
В 1985 году индекс Grand Am был присвоен новому компактному автомобилю, который выпускался на платформе Buick Skylark. В 1987 году мощности двигателей были увеличены, а в 1989 году автомобиль был модернизирован. В 1991 году автомобиль был снят с производства.

#### Галерея

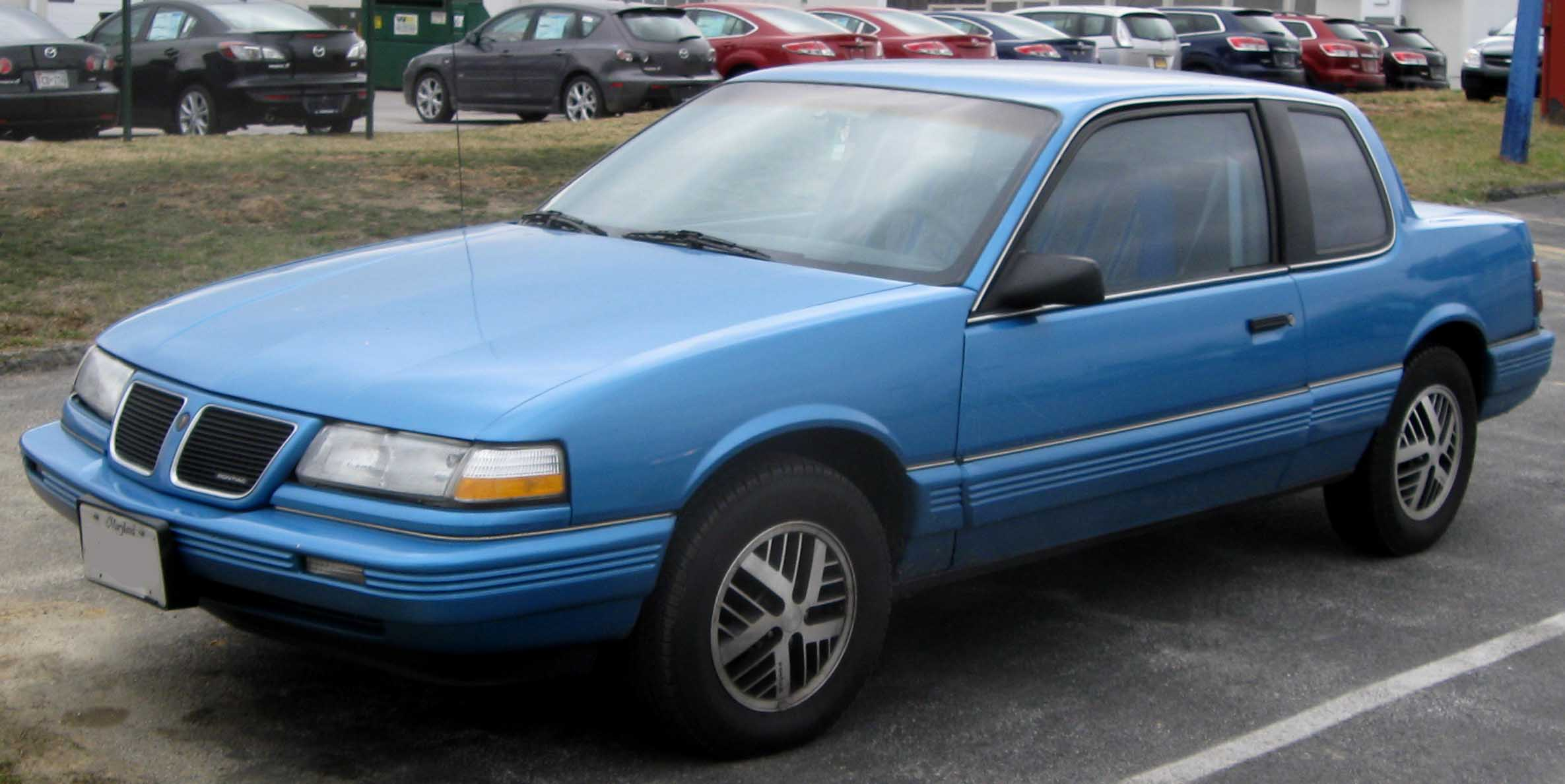
1989—1991 Pontiac Grand Am (Series 2N)
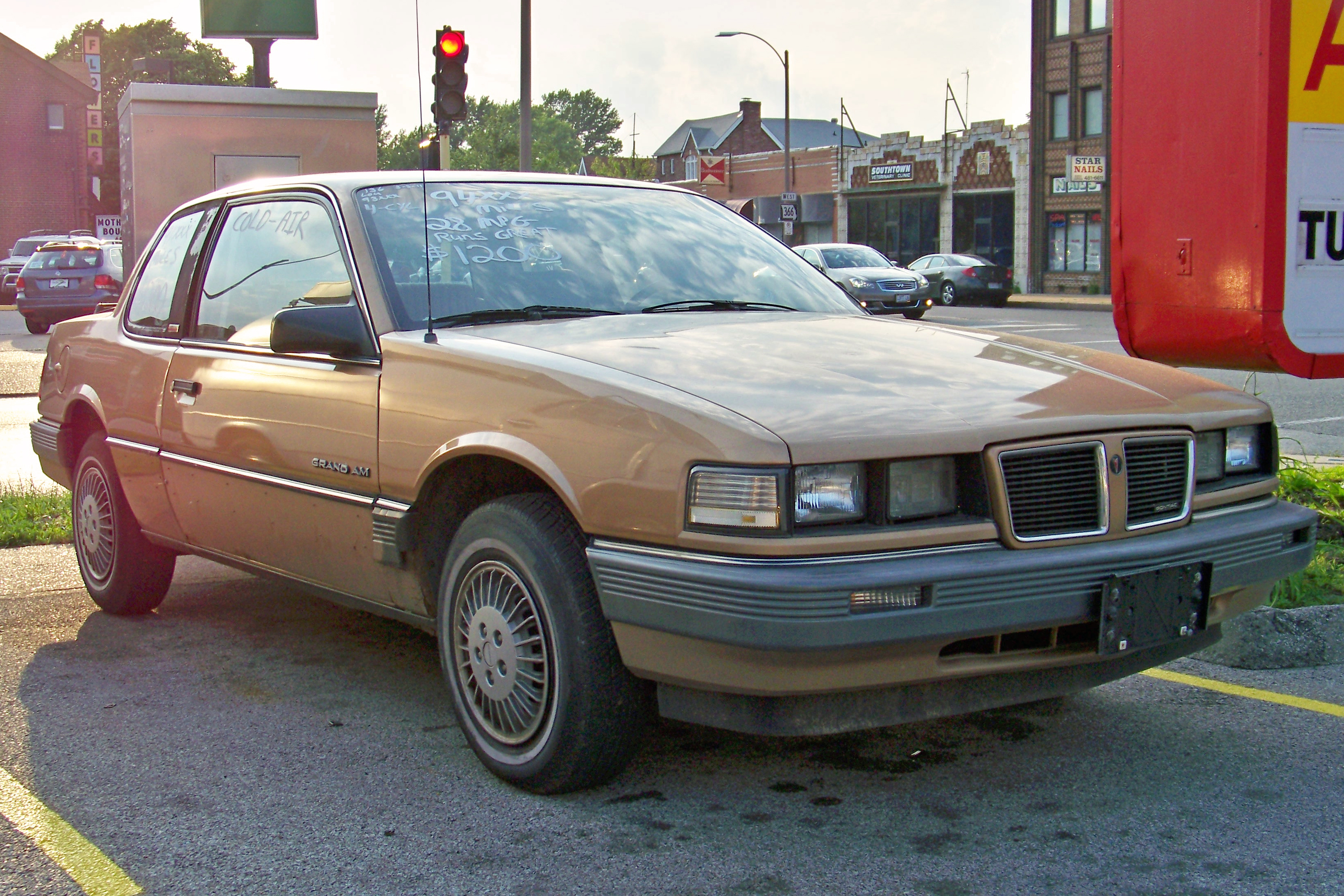
1985 Pontiac Grand Am
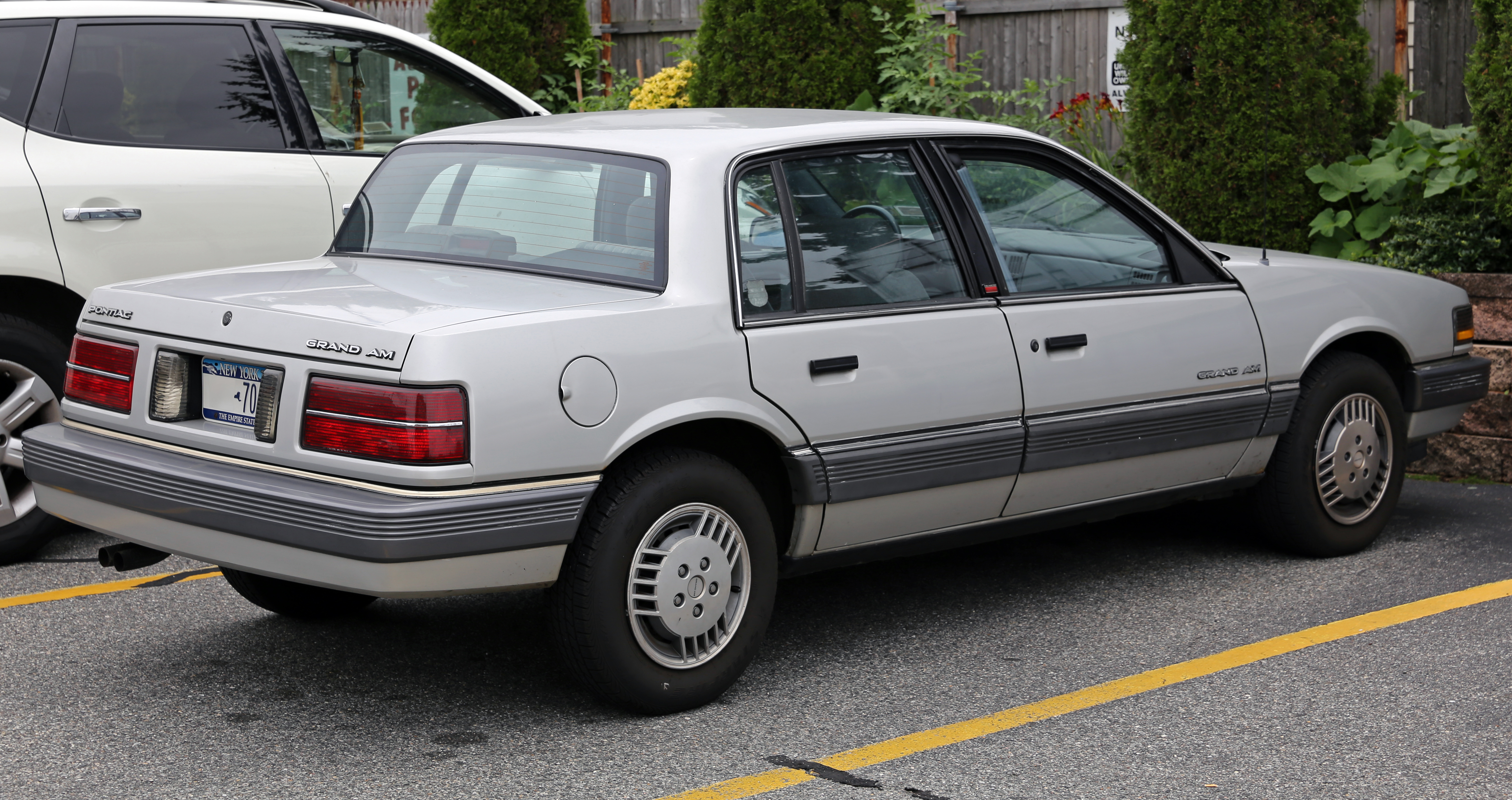
1988 Pontiac Grand Am
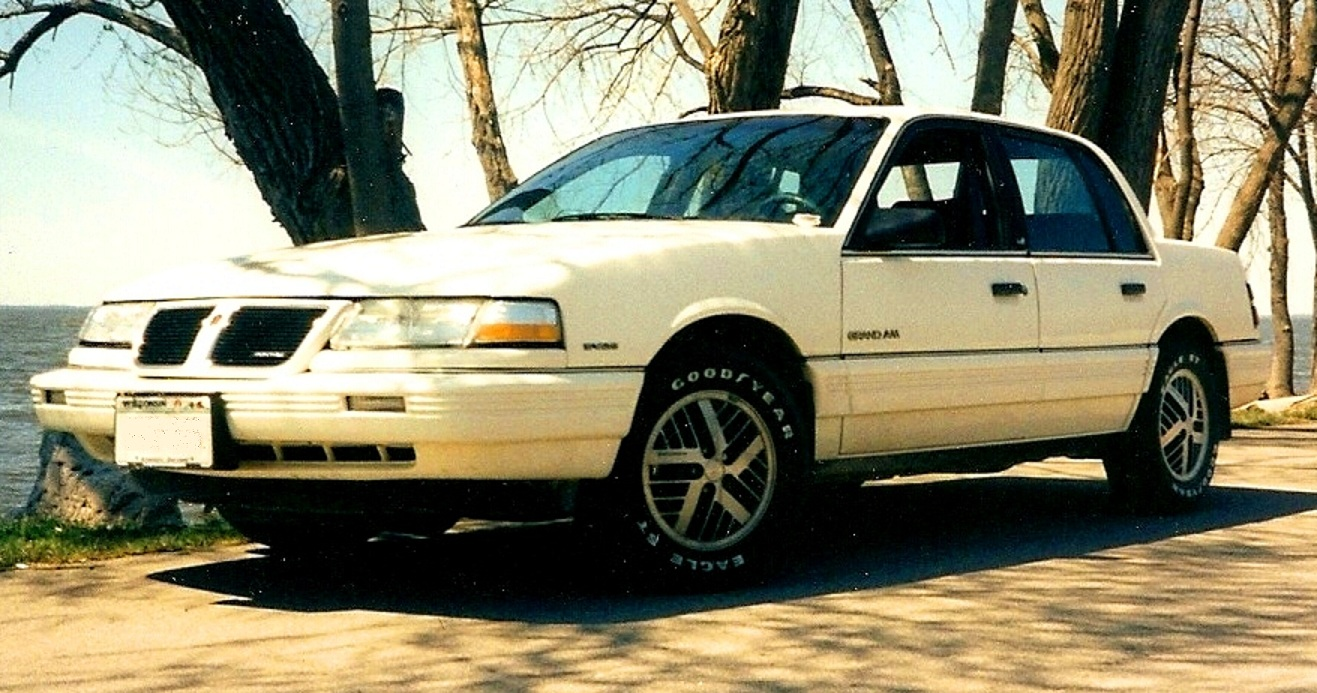
1991 Pontiac Grand Am
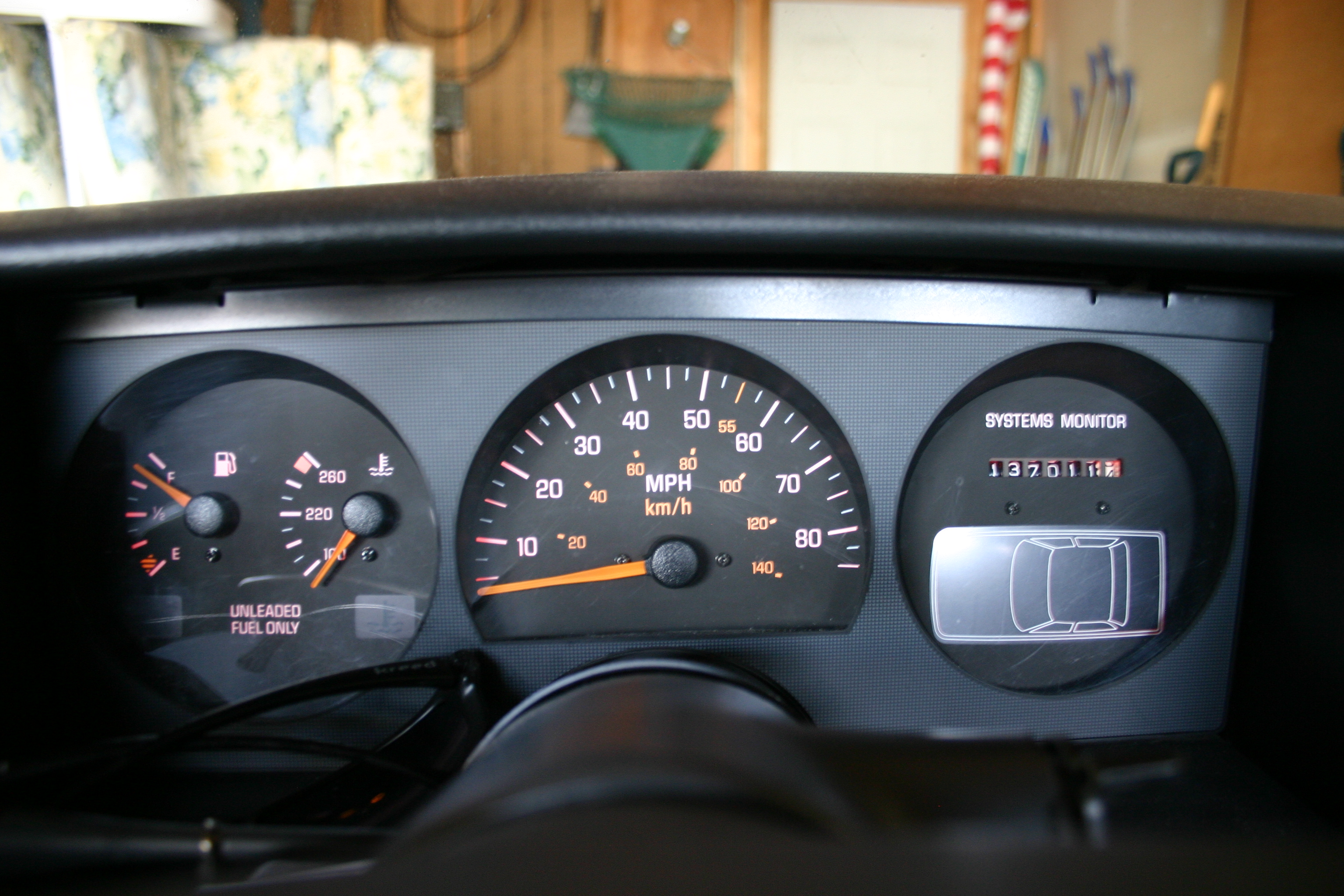
Стандартная приборная панель

### 1992—1998
В 1992 году шасси Grand Am было расширено, чтобы соответствовать шасси Corsica. Подвеска и тормозные системы имеют сходство на 80%. В 1996 году автомобиль прошёл рестайлинг.

#### Галерея

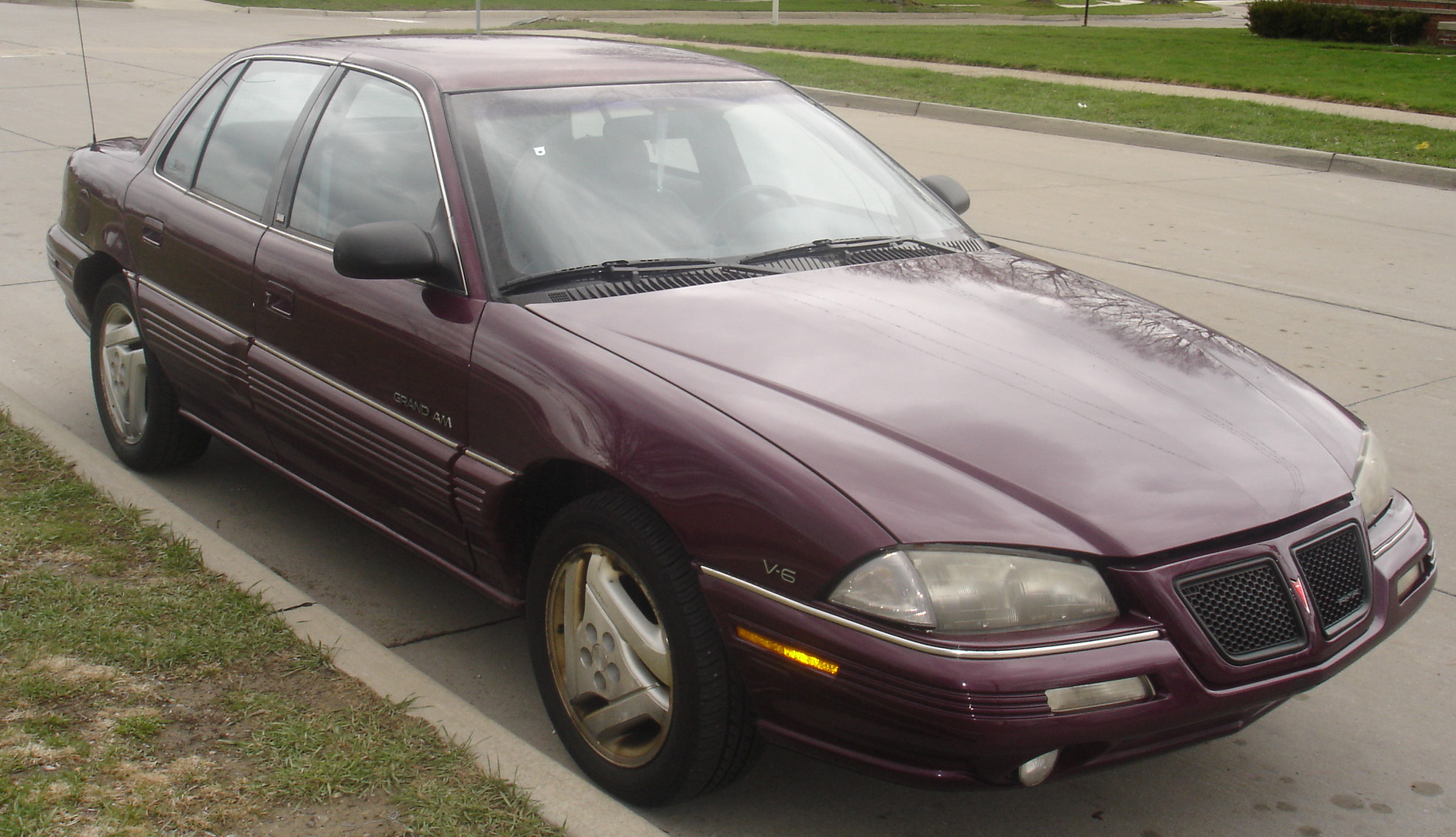
1993 Pontiac Grand Am V6 (Series 2N)
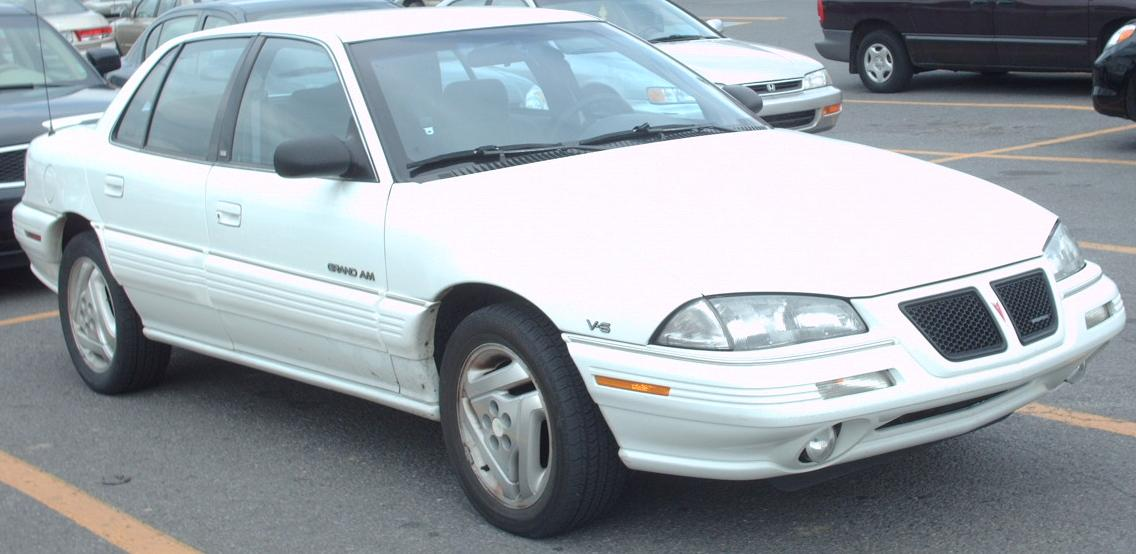
1992—1995 Pontiac Grand Am
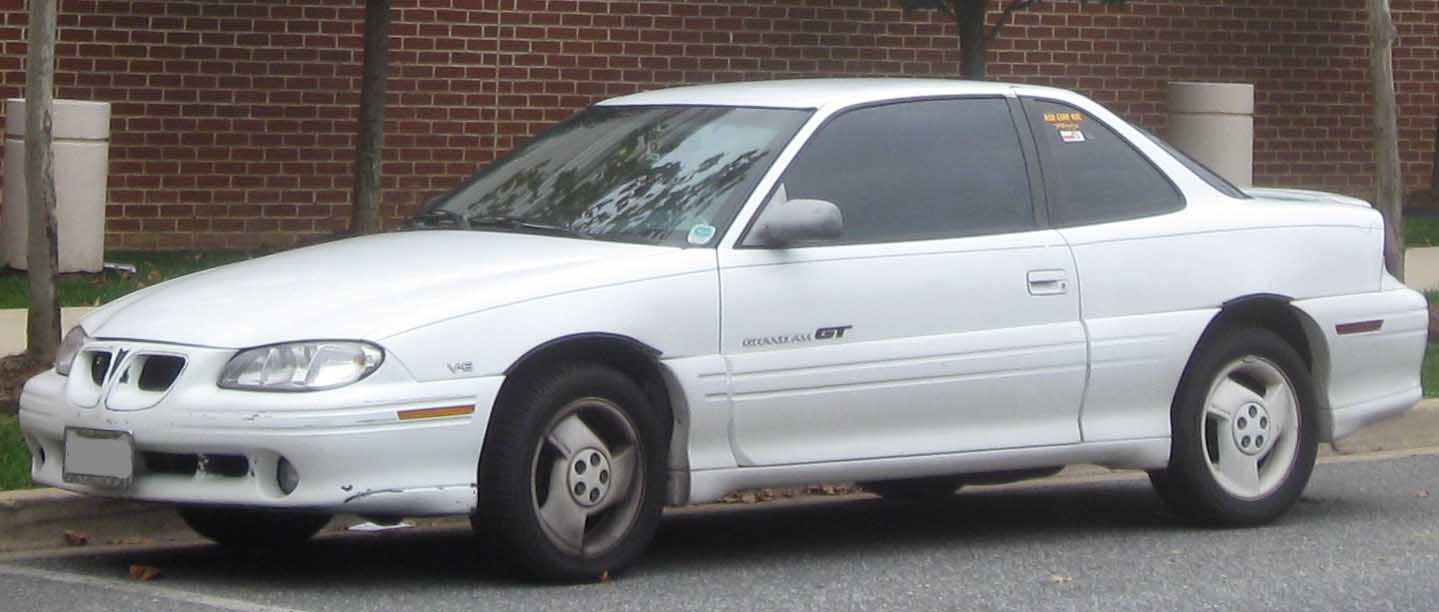
1996—1998 Pontiac Grand Am
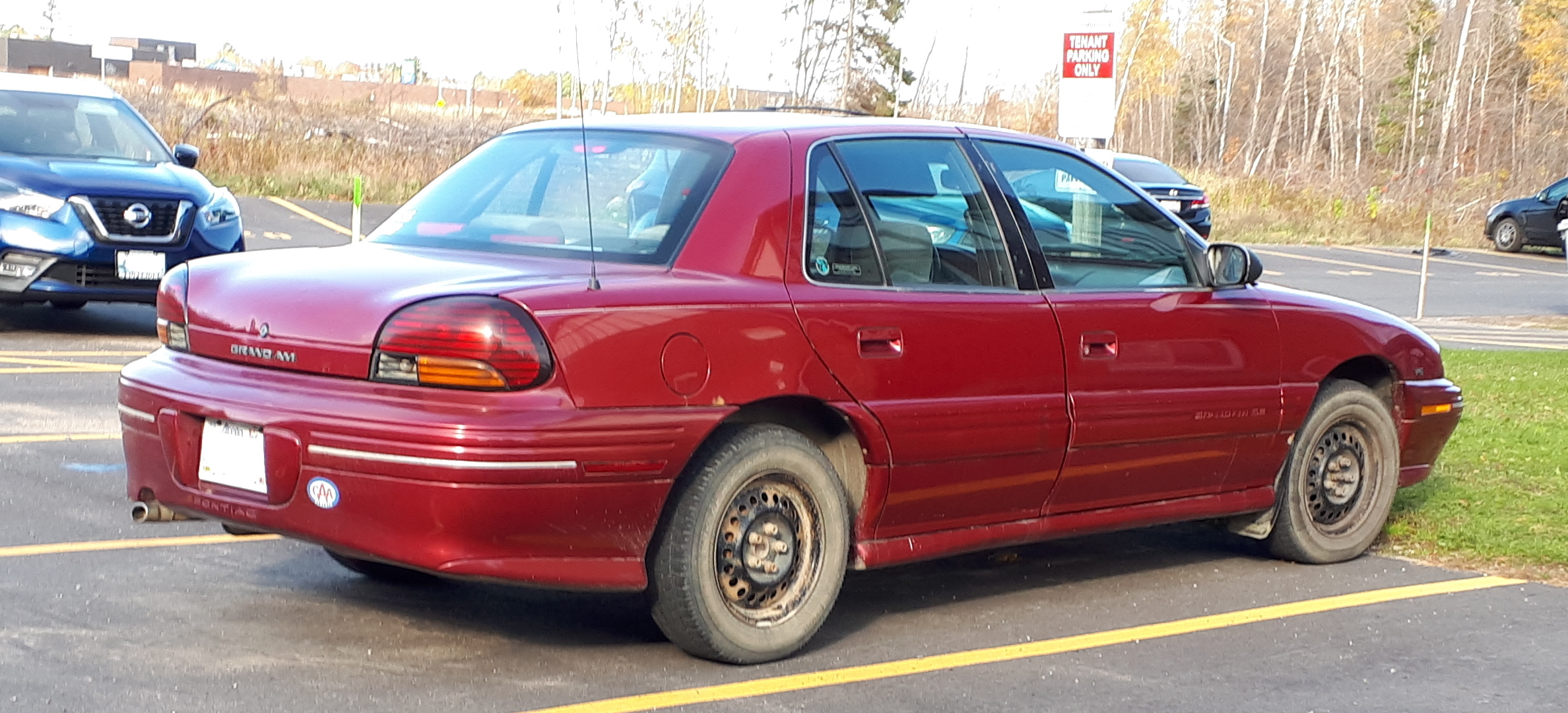
Вид сбоку
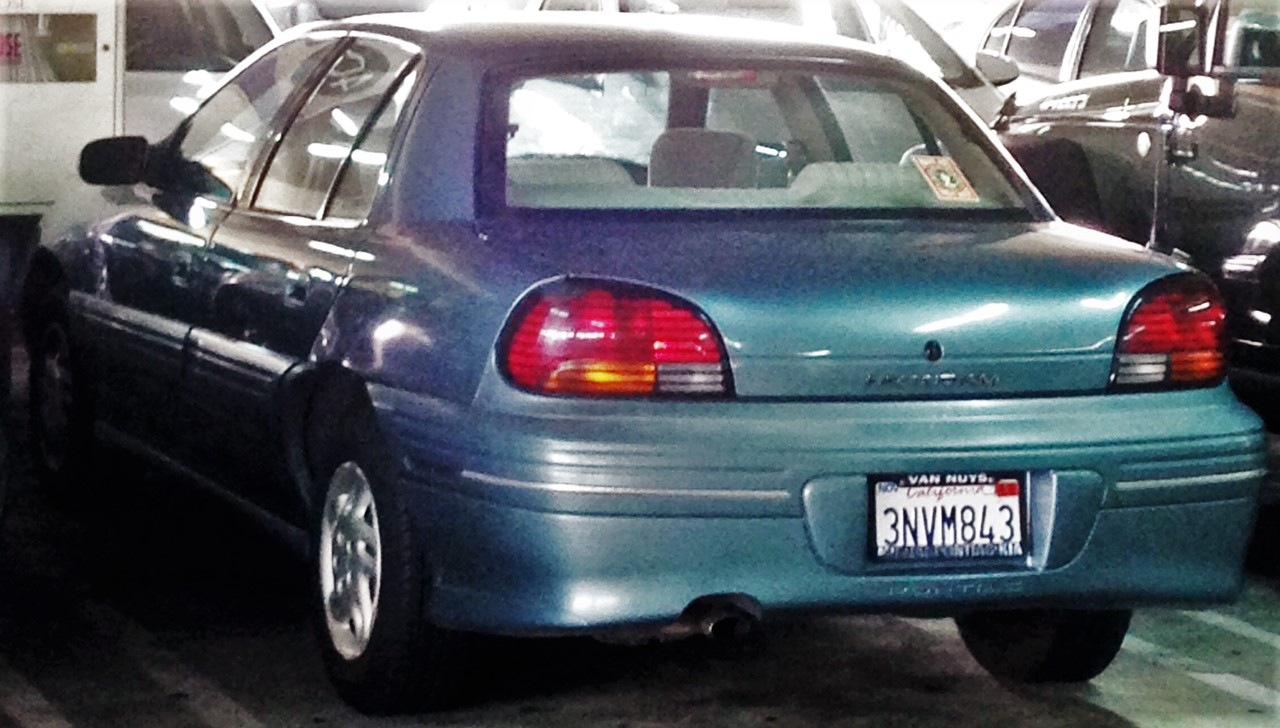
Вид сзади

### 1999—2005
Весной 1998 года дизайн автомобилей Pontiac Grand Am стал похож на Chevrolet Malibu. Длина была сокращена, а колёсная база была увеличена до 76 мм. Автомобиль оснащался механической, пятиступенчатой трансмиссией Getrag. В 2005 году автомобиль был снят с производства вместе с Pontiac Bonneville.

#### Галерея

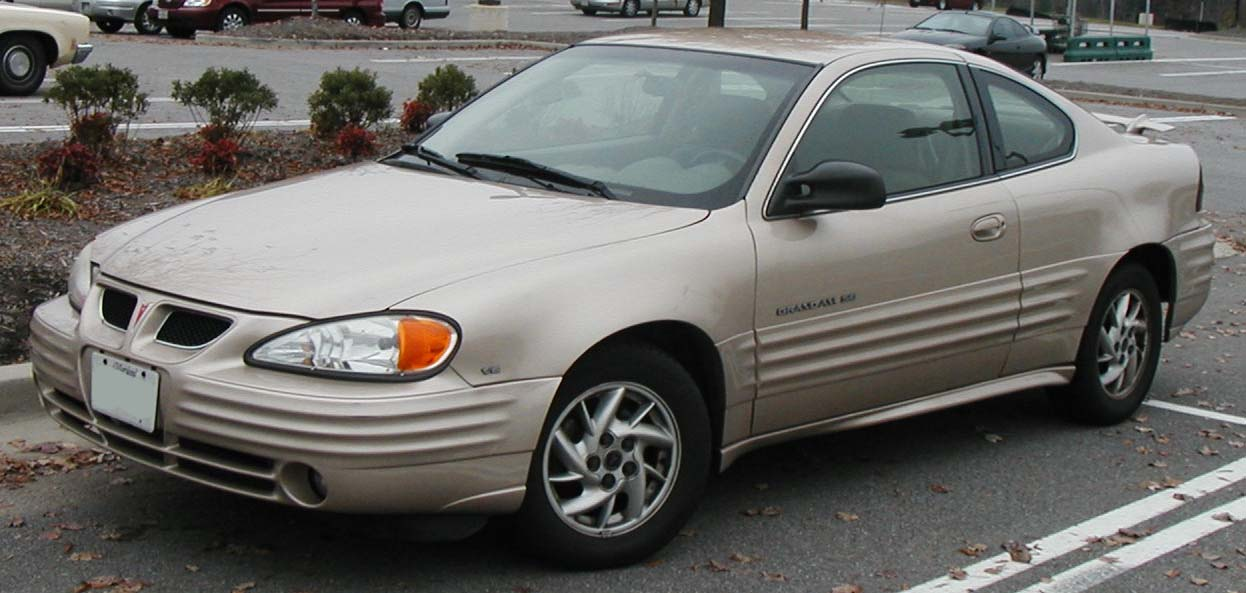
1999—2002 Pontiac Grand Am
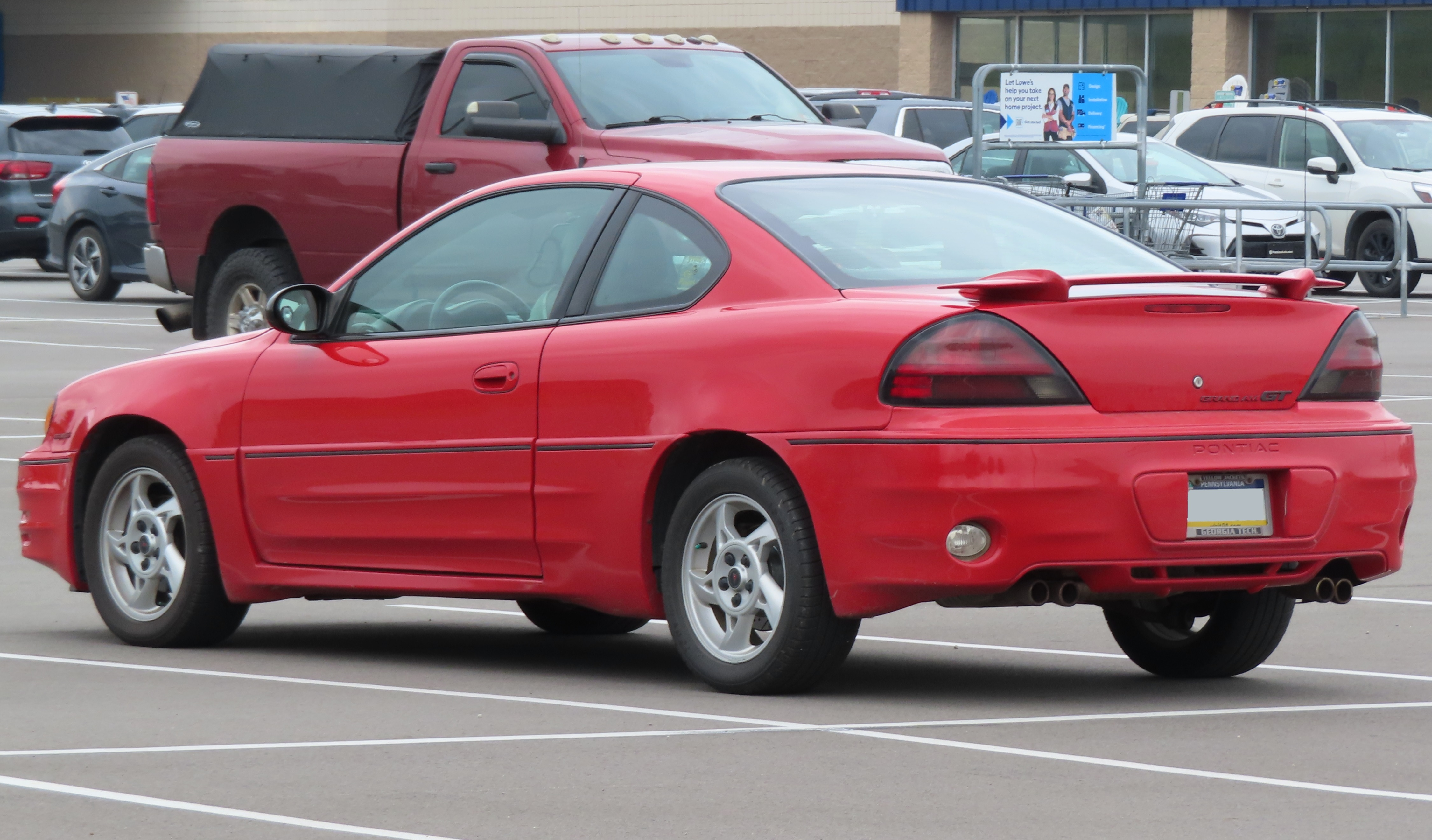
2005 Pontiac Grand Am GT

## Продажи
| Год  | Продано |
| ---- | ------- |
| 1992 | 279,230 |
| 1993 | 242,856 |
| 1994 | 262,310 |
| 1995 | 234,226 |
| 1996 | 222,477 |
| 1997 | 204,078 |
| 1998 | 180,428 |
| 1999 | 234,936 |
| 2000 | 214,923 |
| 2001 | 182,046 |
| 2002 | 150,818 |
| 2003 | 156,466 |
| 2004 | 133,707 |
| 2005 | 31,613  |
| 2006 | 828     |